# モンチョ・アルメンダリス
フアン・ラモン・アルメンダリス・バリオス(Juan Ramón Armendáriz Barrios)ことモンチョ・アルメンダリス（Montxo Armendáriz, 1949年1月27日 - ）は、スペイン・ナバーラ県出身の脚本家・映画監督である。

## 人物
1990年に『アロウの手紙』でサン・セバスティアン国際映画祭作品賞を受賞した。1995年には『Historias del Kronen』がカンヌ国際映画祭に正式出品された。1997年の『心の秘密』は、ゴヤ賞とベルリン国際映画祭のいくつかの部門で受賞し、アカデミー賞外国語映画賞スペイン代表作品となった。

## 経歴

### 幼少期と教員時代
父親は農場労働者であり、鍛冶屋でもあった。1949年1月27日、モンチョ・アルメンダリスはナバーラ県レオスのオリェータ地区に生まれた。両親は3人の息子をいずれも乳児のうちに亡くしており、モンチョが最後の希望だった。生後数年間はバスク地方の農村で暮らし、この地方の風景は彼の作品に繰り返し登場している。6歳だった1955年、よりよい暮らしを求めてナバーラ県の県都パンプローナに移った。スペイン国外出身の著作家の作品を読む中で、18歳の時に実存主義と出会った。
アルメンダリスは兵役を終えると電子工学を学び、パンプローナ工学研究所で教授として教えた。この頃に映画製作に興味を持ち、映画クラブに参加した。また民俗学を学び、執筆し、抗議ソングを歌い、短編を製作するためにスーパー8mmフィルム用カメラを買った。バスク独立活動家の殺害に抗議して逮捕され、陰謀の容疑で裁判にかけられたが、1975年にフランシスコ・フランコが死去すると、アルメンダリスには恩赦が宣言された。

### 映画監督としての出発
結局アルメンダリスは映画監督としての道を歩み始め、教職の道を去った。バスクの映画製作者の新組織であるエウスカル・シネギリェ・エルカルテアに参加し、『Barregwrien Dantza』（1979年）、『Ikusmena』（1980年）などの短編ドキュメンタリーを製作した。
『Ikusmena』は学校の絵画コンテストで受賞した10歳の少女を主人公に据え、彼女の芸術的創造性が検閲や社会的圧力でどのように抑制されていったかを、フラッシュバックを多用することで明らかにする物語である。短編映画だったために成功は限られた範囲だったものの、この作品は映画祭で成功をおさめた。
より社会に関連するドキュメンタリーのジャンルの方に向きを変え、1981年には『La ribera de Navarra』（ナバーラの河岸）のシリーズの11話を製作した。同年に監督した『Nafarrako Ikazkinack』（ナバーラの木炭労働者）は、炭焼き職人の厳しい生活の肖像である。この作品の製作過程でタシオ・オチョアに会い、オチョアはその後のアルメンダリスの初長編作品にインスピレーションを与えた。

### 長編監督時代
アルメンダリスの長編デビュー作は、タシオ・オチョアが生きた時代をなぞった1984年の『タシオ』である。ウルバサ山地で炭焼き職人として生きるオチョアの人生を、民俗学映画にも近い視覚スタイルの、回りくどいシークエンスの連続で構成している。 エリアス・ケレヘタが製作・脚本を務め、年齢が異なる3人の俳優がオチョアを演じている。『タシオ』のリアリズムは撮影に3か月を必要とし、出演者は原始的な条件で生き、働くことが必要とされた。『タシオ』は批評家から賞賛され、アルメンダリスは有望な映画監督とみなされるようになった。
2年後の1986年、薬物中毒や非行の問題に巻き込まれたサン・セバスティアンの若者集団を中心に据えた、長編第二作『27時間』を監督した。かつて若者問題はスペイン映画で人気のジャンルだったが、『27時間』公開時までには人気も落ち込んでいた。それでも、『27時間』はサン・セバスティアン国際映画祭で監督賞（シルバーシェル）を受賞した。
次の作品では民俗学に焦点を当てるスタイルに戻り、1990年には『アロウの手紙』を監督した。セネガルから不法移民としてスペインにやってきた若い黒人にまつわる物語であり、彼は個人的・制度的な差別に直面する。『アロウの手紙』は批評家から好意的な評価を受けた。スペイン同業者組合賞で脚本賞を受賞し、サン・セバスティアン国際映画祭で作品賞（ゴールデンシェル）を獲得し、ゴヤ賞では脚本賞を受賞し、監督賞にノミネートされた。1996年にはアルメンダリスと同じバスク人のイマノル・ウリベ監督が類似テーマで『ブワナ』を監督し、やはりサン・セバスティアン国際映画祭で作品賞を受賞している。
アルメンダリスは1995年に監督した三作目の『Historias del Kronen』で幅広い人気を得た。この作品はホセ・アンヘル・マニャスの小説に基づいており、ケレヘタが製作した。マドリード在住の上流階級の若者ふたりが主人公であり、社会から疎外感を感じているふたりは定期的に、Historias del Kronenという名前のバルで会う。この作品にはフアン・ディエゴ・ボットとジョルディ・モリャが親友役で出演している。主人公ふたりは夏のバケーション中にセックス・ドラッグ・ロックに溺れ、1990年代のスペインの若い世代の象徴となった。
1997年の『心の秘密』はアルメンダリス最高の芸術的成功をおさめた映画とされている。9歳の少年ハビを中心としたインティミズムのドラマであり、ハビは1960 年代初頭のナバーラの田舎にある親戚を訪問して、大人の世界を発見する。この映画はアルメンダリス自身がナバーラの田舎で過ごした少年時代のノスタルジックな記憶を反映しており、成長する少年の感性で描いている。『心の秘密』は数々の映画賞を受賞し、アカデミー賞外国語映画賞のスペイン代表作品に選ばれた。 
1999年、プイ・オリアとともに自身の制作会社オリア・フィルムを設立した。2001年には『Silencio Roto』（破られた沈黙）を監督した。スペイン内戦の余波でフランコ軍と対戦したゲリラ兵士軍の「マキス」(Maquis)に関する物語である。その後はドキュメンタリー監督としての原点に帰り、2004年には様々な音楽会場でミュージシャンの生活遍歴を覆った『Escenario Movil』を監督した。2005年にはベルナルド・アチャーガによる短編集『オババコアック』を基づく断片的な物語『オババ』を監督した。2011年の『No tengas miedo』（怖がらないで）ではMichelle Jennerが主演し、幼少時代に虐待された過去に直面する若い女性を演じている。

## 監督作品
| 年   | 英語/日本語題                   | 原題                                        | 備考                                             |
| ---- | ------------------------------- | ------------------------------------------- | ------------------------------------------------ |
| 1979 | Funny dance                     | Barregarearen dantza                        | 短編ドキュメンタリー                             |
| 1980 | Landscape                       | Ikusmena                                    | 短編ドキュメンタリー                             |
| 1981 | The Riberbanks of Navarre       | Ikuska 11                                   | 短編ドキュメンタリー                             |
| 1981 | The Charcoal workers of Navarre | Nafarrako Ikazkinack /Carboneros de Navarra | 短編ドキュメンタリー                             |
| 1984 | タシオ                          | Tasio                                       |                                                  |
| 1986 | 27時間                          | 27 Horas                                    |                                                  |
| 1990 | アロウの手紙                    | Las cartas de Alou                          |                                                  |
| 1994 | Stories from the Kronen         | Historias del Kronen                        | ホセ・アンヘル・マニャスの小説に基づく           |
| 1997 | 心の秘密                        | Secretos del Corazón                        |                                                  |
| 2001 | Broken Silence                  | Silencio Roto                               |                                                  |
| 2004 | Moving Stage                    | Escenario móvil                             | ドキュメンタリー                                 |
| 2005 | オババ                          | Obaba                                       | ベルナルド・アチャーガの『オババコアック』が原作 |
| 2011 | Don't be afraid                 | No tengas miedo                             |                                                  |

## 受賞
1998年には、その年もっともすぐれていた映画人（監督・脚本家・俳優など）に贈られるスペイン国民映画賞を、2008年には、バスク文化の発展に貢献した人物に贈られるマヌエル・レクオナ賞を、2011年には、ヒホン国際映画祭の功労賞であるナチョ・マルティネス国民映画賞を受賞した。2007年には、ハキウンデ（バスク科学・芸術・文学アカデミー）の正会員となった。
| 年     | 映画賞/映画祭                  | 作品                 | 部門                 | 結果       |
| ------ | ------------------------------ | -------------------- | -------------------- | ---------- |
| 1984年 | フォトグラマス・デ・プラータ賞 | タシオ               | 最優秀スペイン映画   | 受賞       |
| 1986年 | サン・セバスティアン国際映画祭 | 27時間               | 監督賞               | 受賞       |
| 1990年 | ゴヤ賞                         | アロウの手紙         | 監督賞               | ノミネート |
| 1990年 | ゴヤ賞                         | アロウの手紙         | 脚本賞               | 受賞       |
| 1990年 | サン・セバスティアン国際映画祭 | アロウの手紙         | 作品賞               | 受賞       |
| 1995年 | ゴヤ賞                         | Historias del Kronen | 脚色賞               | 受賞       |
| 1997年 | ゴヤ賞                         | 心の秘密             | 監督賞               | ノミネート |
| 1997年 | ゴヤ賞                         | 心の秘密             | 脚本賞               | ノミネート |
| 1998年 | アカデミー賞                   | 心の秘密             | 外国語映画賞         | ノミネート |
| 1998年 | ベルリン国際映画祭             | 心の秘密             | Ángel Azul de Berlín | 受賞       |
| 2005年 | ゴヤ賞                         | オババ               | 作品賞               | ノミネート |
| 2005年 | ゴヤ賞                         | オババ               | 監督賞               | ノミネート |
| 2005年 | ゴヤ賞                         | オババ               | 脚色賞               | ノミネート |

## 文献
- D'Lugo, Marvin.  Guide to the Cinema of Spain. Greenwood Press, 1997. ISBN 0313294747
- Stone, Rob. Spanish Cinema. Pearson Education, 2002, ISBN 0-582-437156
- Torres, Augusto M. Diccionario Espasa Cine Español. Espasa Calpe, 1994, ISBN 84-239-9203-9